# ادسون لومير
ادسون لومير (بالفرنسية: Edson Lemaire)‏ (31 أكتوبر 1990 ببابيتي في فرنسا - ) هو لاعب كرة قدم فرنسي في مركزي الدفاع والظهير. شارك مع منتخب تاهيتي لكرة القدم. أما مع النوادي، فقد لعب مع A.S. Dragon (football club) ‏.

## وصلات خارجية
- ادسون لومير على موقع الاتحاد الدولي (مؤرشف)  (الإنجليزية)
- ادسون لومير على موقع قاعدة بيانات كرة القدم.إي يو (الإنجليزية)
- ادسون لومير على موقع ناشيونال فوتبول تيمز (الإنجليزية)
- ادسون لومير على موقع Soccerway.com (الإنجليزية)